# Рокаказале
Рокаказа̀ле (на италиански: Roccacasale, на местен диалект la Rocca, ла Рока) е село и община в Южна Италия, провинция Акуила, регион Абруцо. Разположено е на 450 m надморска височина. Населението на общината е 726 души (към 2010 г.).